# Sunrise Tennis Championship 2006
Il Sunrise Tennis Championship 2006, noto come BMW Tennis Championship per ragioni di sponsorizzazione, è stato un torneo di tennis facente parte della categoria ATP Challenger Series nell'ambito dell'ATP Challenger Series 2006. Il torneo si è giocato a Sunrise negli Stati Uniti dal 13 al 19 marzo 2006 su campi in cemento.

## Vincitori

### Singolare
Dmitrij Tursunov ha battuto in finale  Alberto Martín con il punteggio di 6–3, 6–1

### Doppio
Petr Pála /  Robin Vik hanno battuto in finale  Goran Dragicevic /  Dmitrij Tursunov con il punteggio di 6–4, 6–2